# Eburia pinarensis
Eburia pinarensis är en skalbaggsart som beskrevs av Fernando de Zayas 1975. Eburia pinarensis ingår i släktet Eburia och familjen långhorningar.
Artens utbredningsområde är Kuba. Inga underarter finns listade i Catalogue of Life.